# 馬特·格利梅斯
馬特·格利梅斯（英語：Matt Grimes；1995年7月15日—）是一位英格蘭足球運動員，在場上的位置是中場。現效力於英冠球隊高雲地利。他也代表英格蘭國青隊參賽。格利梅斯的職業生涯開始於埃克塞特城。在2013-14賽季，他曾是埃克塞特城的年度選手。

## 外部連結
- Matt Grimes player profile at Exeter City
- 足球数据库：馬特·格利梅斯的球员统计数据
- Soccerway資料庫：馬特·格利梅斯